# Louis Bastet de Crussol
Louis Bastet de Crussol (* um 1425 auf Burg Crussol; † 20. August 1473 in Villemagne) war ein französischer Adliger im engen Umfeld von König Ludwig XI.

## Leben
Louis Bastet war der älteste Sohn und Erbe von Géraud IV. Bastet (1355–1441), Seigneur de Crussol et de Beaudisner, und Alix de Lastic (um 1400–nach 1438). Sein jüngerer Bruder war Giraud Bastet de Crussol († 1472), Erzbischof von Tours, dann Bischof von Valence und Die und Patriarch von Antiochia.
Louis de Crussol war ein Vertrauter des Königs Ludwig XI. 1461 wurde er Großbrotmeister von Frankreich, im gleichen Jahr Bailli von Chartres, ab 1463 dann Gouverneur der Dauphiné. Die Nähe zum König führte 1469 zu einer Ämterhäufung: Maître général de l’Artillerie, Seneschall de Poitou (sowie Militärgouverneur von Niort und Marans), schließlich Gründungsmitglied des Ordre de Saint-Michel.
1472 gab er sein Amt in der Dauphiné auf und starb am 20. August 1473 in Villemagne. Er wurde in der Franziskanerkirche von Valence-d’Albigeois bestattet.

## Ehe und Familie
Louis de Crussol heiratete (durch Vermittlung Ludwigs XI., damals noch Dauphin) am 22. Juli 1452 Jeanne de Lévis-Mirepoix, Erbtochter von Philippe III. de Lévis († 1441), Seigneur de Lévis et de Florensac (Haus Lévis), und Isabelle de Poitiers-Saint-Vallier († nach 1498) (Haus Poitiers-Valentinois). Jeanne de Lévis verfasste ihr Testament am 20. Oktober 1485. Ihre Kinder waren:
- Louise (* um 1458); ⚭ 1470 François I., Comte de La Rochefoucauld († 1541), Sohn von Jean, Seigneur de La Rochefoucauld, Marcillac etc., und Marguerite de La Rochefoucauld, Erbin von Barbézieux, Louis und François I. sind die Eltern von François II. de La Rochefoucauld
- Jacques I. (um 1460–1525), Seigneur de Crussol, de Beaudisner, de Lévis, de Florensac, de Thoiny, de Sezanne en Brie, Vicomte d’Uzès, Großbrotmeister von Frankreich ; ⚭(Ehevertrag 1. März und 4. Juni 1486) Simone d’Uzès, Erbtochter von Jean, Vicomte d’Uzès, und Anne de Brancas
- François, Seigneur de Beaudisner, 1507 in Genua und Mailand, † vor 8. Juli 1512; ⚭ Péronne de Salignac, Dame de Magnac, Tochter von Foucaud de Salignac, Seigneur de Magnac, und Anne Gourdon de Genouillac ; sie heiratete in zweiter Ehe Antoine Soreau, Seigneur de Saint-Géran, und in dritter Ehe René de Volvire, Vicomte de Bois-de-la-Roche